# Mary Stewart (Leichtathletin)
Mary Stewart (verheiratete Cotton; * 25. Februar 1956 in Birmingham) ist eine ehemalige britische Mittel- und Langstreckenläuferin.

## Leben
1974 wurde sie für Schottland startend bei den British Commonwealth Games in Christchurch über 1500 Meter Vierte, bei den Halleneuropameisterschaften in Göteborg Fünfte über dieselbe Distanz und, ebenfalls für Schottland startend, bei den Crosslauf-Weltmeisterschaften in Monza Achte. 1975 wurde sie bei den Halleneuropameisterschaften in Kattowitz Sechste über 1500 Meter und kam bei den Crosslauf-Weltmeisterschaften in Rabat erneut auf den achten Platz.
Bei den Olympischen Spielen 1976 in Montreal erreichte sie über 1500 Meter das Halbfinale, und bei den Halleneuropameisterschaften 1977 in San Sebastián siegte sie über 1500 Meter.
1978 belegte sie bei den Crosslauf-Weltmeisterschaften in Glasgow den 18. Platz und gewann mit der englischen Mannschaft Bronze. Bei den Commonwealth Games in Edmonton siegte sie für England startend über 1500 Meter, bei den Europameisterschaften in Prag schied sie über dieselbe Distanz im Vorlauf aus.
1975 und 1979 wurde sie AAA-Meisterin über 1500 Meter. In der Halle holte sie dreimal den AAA-Titel über 1500 Meter (1975, 1977, 1979) und zweimal über 3000 Meter (1976, 1977).
Ihre älteren Brüder Peter Stewart und Ian Stewart waren als Langstreckenläufer erfolgreich.

## Persönliche Bestzeiten
- 800 m: 2:03,11 min, 11. Juni 1977, Cwmbran
  - Halle: 2:04,66 min, 12. Februar 1977, San Sebastián
- 1000 m: 2:39,42 min, 26. Mai 1976, London
- 1500 m: 4:06,0 min, 24. Juni 1978, Middlesbrough
  - Halle: 4:08,1 min, 19. Februar 1977, Dortmund
- 1 Meile: 4:35,17 min, 9. September 1979, Gateshead
  - Halle: 4:34,3 min, 11. Februar 1979, Montreal
- 3000 m: 9:05,4 min, 29. Juli 1984, Kirkby
  - Halle: 9:07,6 min, 20. März 1976, Cosford